# Johannes von Warendorf
Johannes von Warendorf (* im 14. Jahrhundert; † im 15. Jahrhundert) war ein römisch-katholischer Geistlicher und Domherr in Münster.

## Leben
Johannes von Warendorf entstammte dem ursprünglich Warendorfer Adelsgeschlecht Warendorf, das zu den Erbmännerfamilien in Münster gehörte. Zahlreiche namhafte Persönlichkeiten sind aus ihm hervorgegangen.
Er war der Sohn des Johannes von Warendorf, von dem Emshus genannt, der im Besitze des Nevinghofs bei Münster war. Angaben über seine Mutter sind nicht überliefert. 1390 findet er als Domherr zu Münster urkundliche Erwähnung, im Jahr darauf hatte er ein Kanonikat in Bremen.
Am 25. September 1429 als Domsenior belegt, war er bis 1450 im Amt und war von 1440 bis 1450 Dombursar. In dieser Funktion war er für die Wirtschaftsführung des Domkapitels verantwortlich. Johannes war Pfarrer in der Kirche in Warendorf sowie Vikar in St. Lamberti in Münster. Das Amt des Offizials in Friesland hatte er in den Jahren 1441 bis 1450 inne. Er darf nicht mit dem gleichnamigen Johannes von Warendorf, der von 1314 bis 1350 Domherr in Münster war, verwechselt werden.